# Espejón
Espejón – gmina w Hiszpanii, w prowincji Soria, w Kastylii i León, o powierzchni 21,97 km². W 2011 roku gmina liczyła 198 mieszkańców.